# 天旺车辆基地
天旺车辆基地（：／ Cheonwang Charyang Saeopso */?）是首尔交通公社位于首尔九老区的一个地鐵車輛基地，在首尔地铁7号线附近。这个车辆段主要用于首尔地铁7号线的7000系和SR000系列车的修理维护和停放。